# USS LST-1108
El USS LST-1108 fue un buque de desembarco de tanques clase LST-542 de la Armada de los Estados Unidos. Fue puesto en grada el 16 de diciembre de 1944 por Missouri Valley Bridge & Iron Co. en Evansville, Indiana. Fue botado el 1 de febrero de 1945 siendo amadrinado por Edward H. Barnard; y fue comisionado el 27 de ese mismo mes y año, bajo el mando del teniente C. V. Lieb.
Tras la Segunda Guerra Mundial, el LST-1108 cumplió tareas de ocupación en el Extremo Oriente hasta principios de diciembre de 1945. Fue descomisionado el 15 de agosto de 1946 y su nombre fue removido de la lista naval el 25 de septiembre de ese mismo año. El 10 de enero de 1948, fue vendido a Pablo N. Ferrari & Co., que nombró al barco como «Doña Irma». Fue poco después vendido a la Armada Argentina y designado «BDT N.º 11». Recién en 1959 recibió un nombre: «ARA Cabo San Sebastián». Causó baja en 1963.